# Zenvo TS1
Der Zenvo TS1 ist ein hinterradgetriebener Mittelmotor-Supersportwagen des dänischen Kleinserienherstellers Zenvo Automotive, der auf dem 86. Genfer Auto-Salon im März 2016 als Nachfolger des ST1 vorgestellt wurde. Ein Jahr später zeigte Zenvo Automotive ebenfalls auf dem Genfer Auto-Salon die Serienversion. Wie schon beim Vorgängermodell wurden lediglich 15 Fahrzeuge gebaut.

## Technische Daten
Den Antrieb übernimmt ein 5,8-Liter-V8-Ottomotor. Dieser leistet bis zu 823 kW (1119 PS) und hat ein maximales Drehmoment von 1139 Nm. Auf 100 km/h beschleunigt der TS1 in 2,8 Sekunden, die Höchstgeschwindigkeit wird bei 375 km/h elektronisch begrenzt.
|                                             | Zenvo TS1                     |
| Bauzeitraum                                 | 2017–2023                     |
| Motorkenndaten                              |                               |
| Motortyp                                    | V8-Ottomotor                  |
| Motoraufladung                              | Bi-Kompressor                 |
| Hubraum                                     | 5800 cm³                      |
| max. Leistung bei min−1                     | 823 kW (1119 PS) / 7100       |
| max. Drehmoment bei min−1                   | 1139 Nm                       |
| Kraftübertragung                            |                               |
| Getriebe, serienmäßig                       | sequentielles 7-Gang-Getriebe |
| Messwerte                                   |                               |
| Höchstgeschwindigkeit                       | 375 km/h (abgeregelt)         |
| Beschleunigung, 0–100 km/h                  | 3,0 s                         |
| Leergewicht                                 | 1580 kg                       |
| Tankinhalt                                  | 69 l                          |
| Kraftstoffverbrauch auf 100 km (kombiniert) |                               |
| CO2-Emissionen (kombiniert)                 |                               |
| Abgasnorm                                   | Euro 6                        |